# De gekke wekker
De gekke wekker is het 73ste stripverhaal van Jommeke. De reeks wordt getekend door striptekenaar Jef Nys.

## Personages
- Jommeke
- Flip
- Filiberke
- Theofiel
- Marie
- professor Gobelijn
- kleine rollen : Annemieke, Rozemieke, Choco, Pekkie, spionnen, ...

## Verhaal
Wanneer Theofiel verschillende nachten op rij, de slaap maar niet kan vatten, proberen Jommeke en zijn vrienden van alles om zijn vader te doen slapen. Niets lijkt te helpen, waarop ze besluiten de hulp van Professor Gobelijn in te roepen. Hij maakt een wekker die stralen uitzendt om de persoon bij de wekker te doen inslapen. De wekker helpt, maar door de loslippigheid van Marie haalt de uitvinding van de professor de kranten. Op een nacht wordt de wekker bij Theofiel gestolen. Twee boeven stalen de wekker om ze aan een land te verkopen. Jommeke ontdekt dat de wekker wellicht gestolen werd om er een oorlogswapen van te maken. Ze vinden de woning van de boeven, maar ze zijn ontsnapt. Wel ontdekken ze dat er zowel vanuit de Verenigde Staten, de Sovjet-Unie als China een geheim agent gestuurd zal worden om de wekker in handen te krijgen.
De professor heeft inmiddels een nieuwe uitvinding gemaakt die de slaapgolven van de wekker uitschakelt en er zelf ook uitstuurt. De vrienden vinden de boeven terug, maar belanden in een helse achtervolging waarbij de geheime agenten van de drie landen ook betrokken zijn. Dankzij Flip slagen de vrienden erin de wekker opnieuw te bemachtigen. Ze moeten daarvoor wel een grote groep mensen in slaap brengen met de uitvinding van de professor. Terug thuis blijkt Theofiel inmiddels te kunnen slapen zonder wekker, waarna de professor besluit de toestellen uit elkaar te halen zodat er geen misbruik meer van kan gemaakt worden. De boeven worden opgepakt.

## Achtergronden bij dit verhaal
- Dit verhaal start als een ludiek verhaal rond de slapeloosheid van Jommekes vader en allerlei komische manieren om hem te helpen, maar wijzigt dan in een verhaal rond een uitvinding van de professor die door allerlei boeven gegeerd wordt.
- In volle Koude Oorlog is dit een typisch spionageverhaal waar naast de grote mogendheden Amerika en de Sovjet-Unie, nu ook China optreedt.
- Net zoals de andere Chinezen in de reeks, spreekt de Chinese spion de letter 'r' niet uit, maar maakt hij daar een 'l' van.
- De Russische personages hebben een eerder Aziatisch uiterlijk dan een Slavisch. In het verhaal wordt de naam Sovjet-Unie niet gebruikt, maar het meer courante 'Rusland'.